# عبد الله جبريل ديالو
عبد الله جبريل ديالو (بالفرنسية: Abdoulaye Djibril Diallo)‏ هو لاعب كرة قدم غيني في مركز الوسط، ولد في 27 مارس 1983 في غينيا. لعب مع نادي سيمين بادانغ وهاوجانج يونايتد.

## وصلات خارجية
- عبد الله جبريل ديالو على موقع قاعدة بيانات كرة القدم.إي يو (الإنجليزية)
- عبد الله جبريل ديالو على موقع Soccerway.com (الإنجليزية)